# Puente Santa Cruz
El Puente Santa Cruz era un puente que cruzaba el río Pasig, en la ciudad de Manila, en la República de las Filipinas. El puente de viga de acero fue el cuarto para atravesar el río que conecta el distrito de Santa Cruz desde la Plaza Goiti a la calle Arroceros, en el casco antiguo de la ciudad de Manila. La construcción del puente fue iniciado por el gobierno colonial español en Manila, pero completado por los estadounidenses después de obtener la soberanía del país de España después de la Guerra Hispano estadounidense. El puente fue inaugurado el 1 de marzo de 1902, pero fue destruido en la Segunda Guerra Mundial, durante la liberación de Manila. Un puente de viga de hormigón armado más simple fue construido después de la guerra y fue renombrado como Puente MacArthur.